# Operophtera nexifasciata
Operophtera nexifasciata är en fjärilsart som beskrevs av Butler sensu Leech 1897. Operophtera nexifasciata ingår i släktet Operophtera och familjen mätare. Inga underarter finns listade i Catalogue of Life.